# Erminio Dones
Erminio Dones (Milano, 12 dicembre 1882 – Zibido San Giacomo, 6 maggio 1945) è stato un canottiere e alpinista italiano, medaglia d'argento nel due di coppia di canottaggio ai Giochi olimpici di Anversa 1920.

## Biografia
Erminio Dones, noto soprattutto come canottiere e alpinista, fu attivo come architetto e artista. Suo il progetto della Chiesa di San Michele Arcangelo al quartiere operaio Cattori di Torre Annunziata, a lui da Pietro Annoni titolare della ditta incaricata dei lavori da Cattori, Dones e Annoni frequentavano lo stesso circolo di canottaggio.
Fu attivo anche nella realizzazione di opere cimiteriali di bottega.
Nel giugno 1924 fu coinvolto nel coprire la fuga di Albino Volpi, tra i protagonisti del delitto Matteotti che si era nascosto all'albergo Grigna di Ballabio. Dones fu trattenuto in arresto fino alla cattura di Volpi, ottenuta grazie alle indicazioni dello stesso Dones.
Alla figura di alpinista di Dones, e anche alle vicende intorno alla fuga di Volpi, è ispirato il personaggio Italo Fiamma, protagonista del romanzo I cavalieri della montagna di Sandro Prada, 1933.

## Carriera

### Canottaggio
Oltre al titolo di vice campione olimpico, in carriera è riuscito a conquistare due titoli europei.

#### Palmarès
| Anno | Manifestazione  | Sede    | Evento        | Risultato |
| ---- | --------------- | ------- | ------------- | --------- |
| 1920 | Giochi olimpici | Anversa | Due di coppia | Argento   |

#### Altri risultati
Campionati europei
- Oro: Strasburgo 1907, due di coppia
- Oro: Ginevra 1912, due di coppia
- Argento: Lucerna 1908, due di coppia
- Argento: Mâcon 1922, due di coppia

- Bronzo: Gand 1905, otto con
- Bronzo: Strasburgo 1907, singolo
- Bronzo: Como 1923, due di coppia

### Alpinismo
Fu fra i pionieri delle ascensioni sulla Grigna Meridionale (Grignetta) dove vinse nel 1914 con il lecchese Carlo Castelli l'Ago Teresita (che dedicò a una sua sorella) e con i milanesi Eugenio Fasana e Angelo (Gigi) Vassalli, il Sigaro (8 agosto 1915, dopo diversi tentativi) che gli venne dedicato dai compagni di cordata e sul quale nel 1924 eresse una croce in memoria di Angelo Vassalli, caduto in guerra (Monte Pertica, dicembre 1917).  Scalò anche il Dito (in seguito Dito Dones) per una nuova via probabilmente nel 1926 e altre torri di minore importanza (Torre Andreina, Zucco di Teràl). È inoltre autore, con Angelo Vassalli della prima ascensione della Fessura Ovest dei Torrioni Magnaghi (Spaccatura Dones) e con Carlo Sicola di una variante alla via Ratti al Nibbio (1937).